# 데이비드 갤러거
데이비드 갤러거(David Gallagher, 1985년 2월 9일 ~ )는 미국의 배우이다.

## 출연 작품
- 본 앤 미씽 (2017)
- 인 유어 아이즈 (2014)
- 슈퍼 에이트 (2011)
- 도리안 그레이의 초상 (2007)
- 부기맨 2 (2007)
- 콰이어트 (2005)
- 카트 레이서 (2003)
- 리틀 시크릿 (2001)
- 리치 리치 2 (1998)
- 외야의 천사들 2 (1997)
- 썸머 오브 피어 (1996)
- 제7의 천국 (1996)
- 버뮤다 삼각지 (1996)
- 페노메논 (1996)
- 귀를 기울이면 (1995)
- 마이키 이야기 3 (1993)

### 텔레비전
- 넘버스 (2006-09)